# Том Гамільтон
Томас «Том» Вільям Гамілтон (англ. Thomas William Hamilton; нар. 31 грудня 1951, Колорадо-Спрінгс, Колорадо, США) — американський рок-музикант та пісняр, найбільш відомий як бас-гітарист гурту «Aerosmith».

## Життєпис
Том народився в сім'ї Джорджа та Бетті Гамільтон, у місті Колорадо-Спрінгс, штат Колорадо. У Томаса був старший брат, на ім'я Скотт, старша сестра Перрі та молодша сестра Сесілія.
Гамільтон вперше почав грати на гітарі, коли йому було 12 років, але в 14 років перейшов на бас, щоб приєднатися до місцевої групи, оскільки місце басиста в групі було вакантним. Надалі Гамільтон встиг пограти у кількох гуртах та познайомитися з гітаристом Джо Перрі та Девідом «Pudge» Скоттом. 
Один із таких гуртів називався «The Jam Band». На концерті «Jam Band» влітку 1970 року у містечку Санапі, штат Нью-Гемпшир, музиканти «Jam Band» познайомилися зі Стівеном Тайлером, а четверо з них погодилися переїхати до Бостона, щоб створити гурт. Скотт покинув гурт незабаром після цього, на заміну йому взяли Тайлера. Таким чином гурт був тріо з Гамільтоном на басу, Перрі на гітарі, і Тайлером на ударних, він же ще й співав. Незабаром до тріо приєднався Рей Табано, а за ним і Джої Крамер (який і вигадав назву «Aerosmith»), який звільнив Тайлера від барабанів. Замість Табано невдовзі прийшов Бред Вітфорд. Таким чином, постійний склад Aerosmith був сформований.

## Особисте життя
У 1975 році Том Гамільтон одружився з Террі Коен, у подружжя двоє дітей: Джуліан та Сейдж.